# 21 & 오버
《21 & 오버》(21 & Over)는 2013년 공개된 미국의 코미디 영화이다.
이 영화는 2013년 3월 1일에 개봉되었고, 비평가들로부터 대체로 부정적인 평가를 받았으며, 수익은 4,800만 달러에 그쳤다.

## 줄거리
대학생 친구 사이인 케이시와 밀러는 의대 면접을 앞둔 친구 제프 창의 21번째 생일을 축하하기 위해 그를 꼬드긴다. 제프는 처음에는 거절하지만 결국 술 한 잔만 하기로 한다. 그러나 술자리가 과해진 제프는 만취해 정신을 잃고, 케이시와 밀러는 그의 집 주소를 몰라 난감해한다. 
제프의 여자친구인 니콜이 주소를 알 것이라고 생각한 둘은 그녀가 있는 것으로 추정되는 여학생 클럽에 몰래 들어간다. 하지만 그곳은 라틴계 여학생 클럽이었고, 그들은 장난을 치다 발각되어 쫓겨난다. 정신을 잃은 제프는 건물에서 떨어져 구르고, 그 과정에서 몸 상태는 더욱 엉망이 된다.
결국 케이시와 밀러는 니콜을 찾아 주소를 알아내려 하지만 쉽지 않다. 우여곡절 끝에 제프의 주소를 알게 되지만, 이미 제프는 술 취한 채로 이상한 사람들에게 붙잡혀 우스꽝스러운 모습으로 경찰에 잡혀 캠퍼스 보건소로 옮겨진다.
보건소로 향하던 케이시와 밀러는 복수심에 불타는 라틴계 여학생들에게 납치되어 수모를 당하고, 옷을 빼앗긴 채 엉망진창인 모습으로 캠퍼스를 돌아다닌다. 상황에 대한 불만이 터져 케이시와 밀러는 서로 싸우지만, 결국 화해하고 보건소로 향한다. 보건소에서 제프는 이전 자살 시도 때문에 24시간 동안 억류되어 있다는 사실을 알게 된다.
니콜은 남자친구 랜디와 헤어진 상태였고, 케이시와 밀러는 제프의 집을 알아내 그를 몰래 빼내온다. 정신 없는 제프는 랜디의 차를 훔쳐 달아나고, 경찰과 랜디 일당의 추격전이 벌어진다. 간신히 제프의 집에 도착한 세 사람은 면접 준비를 서두른다. 랜디가 쫓아와 위협하지만, 제프의 아버지가 나타나 랜디를 때려눕힌다. 케이시와 밀러의 격려에 힘입어 제프는 아버지에게 의사가 되고 싶지 않다고 선언한다. 
3개월 후, 케이시와 니콜은 연인 사이가 되고, 밀러는 대학을 중퇴하고 제프의 대학에 지원한다. 제프는 음악을 하며 여자친구도 사귄다.

## 출연

### 주연
- 마일즈 텔러
- 스카이라 애스틴
- 저스틴 전
- 조나단 켈츠

### 조연
- 사라 라이트
- 대니얼 부코
- 프랑수아 쇼
- 사만다 푸터먼
- 크리스티안 카스텔라노스

## 기타
- 공동제작: 애덤 필즈
- 공동제작: 켄 핼스밴드
- 라인프로듀서: 토니 그라지아
- 라인프로듀서: 패트릭 피치
- 미술: 제리 플레밍
- 세트: 린다 리 슈튼
- 의상: 크리스틴 웨이다
- 배역: 낸시 네이어